# Una bella trovata
Una bella trovata è una commedia in un atto unico scritta e rappresentata nel 1932 da Eduardo De Filippo in collaborazione con la sorellastra Maria Scarpetta, in arte Mascaria. Venne inscenata la prima volta al Teatro Kursaal di Napoli il 27 gennaio 1932 dalla compagnia teatrale "Teatro umoristico i De Filippo" e non è mai stata pubblicata.
Era stata tuttavia già precedentemente allestita da Eduardo come quadro comico il 26 aprile 1931 al Teatro Nuovo di Napoli con la compagnia Molinari.

## Trama
I neo sposi Pasqualino e Marietta vivono con Olimpia, madre di lei, che ha un pessimo rapporto col genero. Alberto, amico di Pasqualino, giunge in casa e gli chiede di uscire: Marietta è però contraria perché questa libertà dell'uomo la farebbe litigare con la madre.
Pasquale si sfoga con l'amico e ha un'idea per sollevarsi dai pesi casalinghi a scapito della moglie: gli chiede di scrivere una lettera anonima che denuncia (falsamente) l'adulterio di Marietta, ritenuta dalla madre ragazza di sani principi poiché educata dalle suore in convento. A casa si trovano gli amici di Olimpia, tra cui alcuni esponenti dell'alto rango militare, amici della donna poiché vedova di un commilitone. La falsa lettera viene consegnata a Pasqualino che inscena una dimostrazione di gelosia tra i tentativi di donna Olimpia di zittirlo e lo sdegno degli amici di lei.
Colpo di scena, però, Marietta scivola in ginocchio chiedendo scusa per il suo momento di debolezza: l'adulterio era stato realmente perpetrato ai danni di Pasqualino.